# Apogon oxygrammus
 Apogon oxygrammus és una espècie de peix de la família dels apogònids i de l'ordre dels perciformes.

## Morfologia
Els mascles poden assolir els 3,9 cm de longitud total.

## Distribució geogràfica
Es troba a Irian Jaya (Indonèsia).